# Ballada
『Ballada』（バラーダ）は、日本の女性歌手・安室奈美恵の5枚目のベストにして、初のバラード・ベストアルバム。2014年6月4日にDimension Pointから発売された。

## 解説
- 自身初のバラード・ベストアルバムとなる。CD+DVD、CD+Blu-ray、CDの3形態でリリースされた。
- 2014年までに発表されたバラード全38曲[4]を対象にバラード人気投票を公式サイト、レコチョクで実施し、そこで選ばれた上位15曲を収録。それに加え、2013年発売のオリジナル・アルバム『FEEL』収録の配信限定シングル「Contrail」のBallada Ver.をボーナス・トラックとして収録。「SWEET 19 BLUES」と「CAN YOU CELEBRATE?」は新たにレコーディングし直されており、さらに「CAN YOU CELEBRATE?」にはヴァイオリニストの葉加瀬太郎が参加している。
- 同傘下プライベートレーベル・Dimension Point移籍後、初のベストアルバムとなった。
- DVD、およびBlu-rayには「SWEET 19 BLUES」、「CAN YOU CELEBRATE? feat. 葉加瀬太郎」の新たに撮り直したミュージック・ビデオが収録されるほか、オリジナル・アルバム収録曲でミュージック・ビデオが存在しなかった「HimAWArI」、「Four Seasons」も新たに制作され、全17曲のミュージック・ビデオを収録。今までビデオ・クリップ集に収録されていなかった1996年発表の「SWEET 19 BLUES」は今回初めてソフト化された。「SWEET 19 BLUES」の新ミュージック・ビデオは「19歳の安室奈美恵が、現在の彼女に会いに来る」というストーリーを描いたものになっており、1996年発表のオリジナルバージョンのミュージック・ビデオの映像が使用されているほか、当時のセットが忠実に再現されている。[5]
- 3形態ともに初回限定盤はデジパック仕様、チェンジングジャケット封入。先着購入特典は非売品B2ポスター。
- MUSIC CARD+LPが全国アリーナツアー『namie amuro LIVE STYLE 2014』の会場で先行販売された。MUSIC CARDはCDと同様、全16曲収録。LPは「CAN YOU CELEBRATE? feat. 葉加瀬太郎」、「Love Story」の全2曲を収録。[6]後にタワーレコードオンラインと一部店舗で12月24日から12月31日にかけて数量・期間限定販売された。[7]
- 全国アリーナツアー『namie amuro LIVE STYLE 2014』より「Contrail (Ballada Ver.)」を除く本作の収録曲全曲のライブ音源が収録されたライブ・アルバム『namie amuro LIVE STYLE 2014 -Live Ballada-』（レンタル限定盤）が2015年3月11日にレンタルが開始された。[8]
- ｢Contrail (Ballada Ver.)｣は歌詞カードに掲載されていない。

## チャート成績
初週25.5万枚を売り上げ、6月16日付オリコン週間ランキングで首位に初登場した。アルバム首位は、『PLAY』（2007年6月発売）から7作連続（再発盤は除く）で通算12作目。初週売上は福山雅治の『HUMAN』（4月2日発売）の21.3万枚を4.2万枚上回り、今年ソロアーティストトップとなった。累積売上でも2014年女性ソロアーティストトップで、これまでトップだったMay J.のカバーアルバム『Heartful Song Covers』（3月26日発売）の累積17.9万枚を発売初週にして上回った。
2週目も6.6万枚（累計32.1万枚）を売り上げ、6月23日付週間アルバムランキングで2週連続1位を獲得した。グループを含め、女性アーティストによるアルバム2週連続首位は今年度としては初となった。

## 収録曲
- 各楽曲のタイアップは、#タイアップ を参照。

### CD
※ はNew Vocal
1. SWEET 19 BLUES ※ - [5:33] 
作詞・作曲・編曲：TETSUYA KOMURO
ストリングスアレンジ：Randy Waldman
7thシングルの再録
2. CAN YOU CELEBRATE? feat. 葉加瀬太郎 ※ - [6:16]
作詞・作曲・編曲：TETSUYA KOMURO
ストリングスアレンジ：Randy Waldman
ヴァイオリンオーケストラリアレンジ：羽毛田丈史
9thシングルの再録
再録にあたり、ヴァイオリンアーティスト・葉加瀬太郎が参加している。
3. Dreaming I was dreaming - [4:43]
作詞：MARC & TETSUYA KOMURO
作曲・編曲：Kozy Kubo
11thシングル。
表記されていないが、コーラス部分と楽曲を一部再録・リアレンジが施されている。
4. NEVER END - [5:15]
作詞・作曲・編曲：TETSUYA KOMURO
17thシングル
表記されていないが、「LOVE ENHANCED ♥ single collection」収録のテイクを元に、大サビと最後のコーラス部分を、カットして収録。
5. HimAWArI - [4:46]
作詞・作曲・編曲：TETSUYA KOMURO
5thアルバム『break the rules』収録曲
表記されていないが、ベストアルバム「LOVE ENHANCED ♥ single collection」収録のリテイクバージョンで収録。
6. think of me - [4:28]
作詞・作曲・編曲：Dallas Austin
(日本語詞：工藤順子)
19thシングル
表記されていないが、ベストアルバム「LOVE ENHANCED ♥ single collection」収録のリテイクバージョンで収録。
7. I WILL - [5:34]
作詞：NAMIE AMURO
作曲・編曲：H.Hayama
コーラスアレンジ：佐野健二
ストリングスアレンジ：村山達哉
21stシングル
表記されていないが、ベストアルバム「LOVE ENHANCED ♥ single collection」収録のバージョンを更に短縮を施した音源で収録。
8. Wishing On The Same Star - [4:25]
作詞・作曲：Diane Warren
編曲：家原正樹
ストリングスアレンジ：村山達哉
(日本語詞：kenko-p)
22ndシングル
表記されていないが、終盤のコーラス部分を短縮させたバージョンで収録。
9. Four Seasons - [3:50]
作詞：JUSME
作曲・編曲：MONK
6thアルバム『STYLE』収録曲
10. ALL FOR YOU - [5:58]
作詞：渡辺なつみ
作曲：松本良喜
編曲：安部潤・松本良喜
コーラスアレンジ：松本良喜
27thシングル
11. White Light - [5:17]
作詞・作曲・編曲：Nao'ymt
30thシングル
12. The Meaning Of Us - [4:26]
作詞：MOMO"mocha"N.
作曲：MOMO"mocha"N. & U-Key zone
編曲：U-Key zone
9thアルバム『PAST ＜ FUTURE』収録曲
13. Love Story - [4:44]
作詞：TIGER
作曲：T-SK, TESUNG Kim, Liv NERVO, Mim NERVO
編曲：(ノークレジット)
38thシングル
14. Let Me Let You Go - [4:03]
作詞・作曲：Shelly Peiken, JD Walker
編曲：(ノークレジット)
11thアルバム『FEEL』収録曲
15. TSUKI - [3:36]
作詞：TIGER
作曲：ZETTON, FAST LANE & LISA DESMOND
編曲：ZETTON
41stシングル、プライベートレーベル・Dimension Point発足後初のシングル作品。
アルバム初収録。

BONUS TRACK
1. Contrail (Ballada Ver.) - [3:19]
作詞・作曲・編曲：Nao'ymt
11thアルバム『FEEL』収録曲のアレンジバージョン
ドラマの挿入歌として流された音源を「Ballada Ver.」として改め、初CD化。

### DVD・Blu-ray
※ はNew Music Video、☆ はBlu-ray初収録
1. SWEET 19 BLUES ☆
ディレクター：竹石渉
2. CAN YOU CELEBRATE? ☆
ディレクター：竹石渉
3. Dreaming I was dreaming ☆
ディレクター：武藤真志
4. NEVER END ☆
ディレクター：武藤真志
5. HimAWArI ※
ディレクター：YKBX
6. think of me ☆
ディレクター：武藤真志
7. I WILL ☆
ディレクター：武藤真志
8. Wishing On The Same Star ☆
ディレクター：武藤真志
9. Four Seasons ※
ディレクター：YKBX
10. ALL FOR YOU ☆
ディレクター：武藤真志
11. White Light ☆
ディレクター：武藤真志
12. The Meaning Of Us ☆
ディレクター：久保茂昭
13. Love Story
ディレクター：川村ケンスケ
14. Let Me Let You Go
ディレクター：二宮“NINO”大輔（IKIOI）
15. TSUKI ☆
ディレクター：三石直和
16. SWEET 19 BLUES ※
ディレクター：須藤カンジ
17. CAN YOU CELEBRATE? feat. 葉加瀬太郎 ※
ディレクター：川村ケンスケ

BONUS CONTENTS (SECRET TRACK)
- Jacket Shooting & Music Video Making Movie
-Background music：arigatou (Instrumental)-
  - シークレットトラック、公式サイトやトラックリストに掲載されていない。メニュー画面の下に>マーク(リモコン左右どちらも可能) → カーソルを右に移動 → ロゴ部分のピンク色へ光った所を押せば視聴できる。内容は本作に収録されている「SWEET 19 BLUES」「CAN YOU CELEBRATE? feat. 葉加瀬太郎」「HimAWArI」「Four Seasons」の新ミュージック･ビデオとアルバムジャケットのメイキング映像が見られる。BGMにはCD未収録の「arigatou」のインストが聞くことが出来る。

## 結果発表
歌詞カードの最後に掲載されている。
- 1位 Love Story - 2011
- 2位 CAN YOU CELEBRATE? - 1997
- 3位 TSUKI - 2014
- 4位 SWEET 19 BLUES - 1996
- 5位 The Meaning Of Us - 2009
- 6位 Four Seasons - 2003
- 7位 NEVER END - 2000
- 8位 I WILL - 2002
- 9位 Let Me Let You Go - 2013
- 10位 White Light - 2005
- 11位 HimAWArI - 2000
- 12位 Dreaming I was Dreaming - 1997
- 13位 ALL FOR YOU - 2004
- 14位 Wishing On The Same Star - 2002
- 15位 think of me - 2000

## タイアップ
| M-01 | SWEET 19 BLUES           | 東映配給映画『That's カンニング! 史上最大の作戦?』主題歌              |
| M-01 | SWEET 19 BLUES           | 日本テレビ系「スッキリ!!」2014年7月度テーマソング                     |
| M-02 | CAN YOU CELEBRATE?       | フジテレビ系ドラマ『バージンロード』主題歌                            |
| M-02 | CAN YOU CELEBRATE?       | 日立マクセル「maxell MD」CFイメージソング                             |
| M-02 | CAN YOU CELEBRATE?       | BeeTVドラマ『あなたに逢いたい』主題歌                                 |
| M-03 | Dreaming I was dreaming  | 三貴「銀座ジュエリーマキ エステートツインジュエリー」CFイメージソング |
| M-04 | NEVER END                | 第26回主要国首脳会議（九州・沖縄サミット）イメージソング              |
| M-06 | think of me              | 明治製菓「フラン」CMソング                                            |
| M-08 | Wishing On The Same Star | 東映配給映画『命』主題歌                                              |
| M-09 | Four Seasons             | 東宝配給映画『犬夜叉 天下覇道の剣』主題歌                             |
| M-10 | ALL FOR YOU              | 関西テレビ・フジテレビ系ドラマ『君が想い出になる前に』主題歌          |
| M-11 | White Light              | ドワンゴ「いろメロミックス」キャンペーン・ソング                      |
| M-12 | The Meaning Of Us        | BeeTVドラマ『女たちは二度遊ぶ』主題歌                                 |
| M-13 | Love Story               | フジテレビ系ドラマ『私が恋愛できない理由』主題歌                      |
| M-13 | Love Story               | NTTドコモ「dヒッツ」CMソング（「涙」篇）                              |
| M-13 | Love Story               | コーセー「エスプリーク」CMソング                                      |
| M-15 | TSUKI                    | 東宝配給映画『抱きしめたい -真実の物語-』主題歌                       |
| M-16 | Contrail (Ballada Ver.)  | TBS系ドラマ『空飛ぶ広報室』挿入歌                                     |

## 発売形態
| 形態          | 発売日        | 品番         | ジャケット  | 備考 |
| ------------- | ------------- | ------------ | ----------- | --- |
| CD+DVD        | 2014年6月4日  | AVCN-99010/B | ジャケットA | 初回限定盤のみデジパック仕様、チェンジングジャケット封入。 先着購入特典オリジナルB2ポスター。 |
| CD+Blu-ray    | 2014年6月4日  | AVCN-99011/B | ジャケットB | 初回限定盤のみデジパック仕様、チェンジングジャケット封入。 先着購入特典オリジナルB2ポスター。 |
| CD            | 2014年6月4日  | AVCN-99012   | ジャケットC | 初回限定盤のみデジパック仕様、チェンジングジャケット封入。 先着購入特典オリジナルB2ポスター。 |
| MUSIC CARD+LP | 2014年8月22日 | AQZ1-76577/B | ジャケットC | MUSIC CARD付きアナログ3面観音開きスリーブ仕様。 全国ツアー『namie amuro LIVE STYLE 2014』会場先行販売。 タワーレコードオンラインと一部店舗で12月24日 - 12月31日の数量・期間限定販売。 発売元はavex club。 |